# Johan Henrik Hästesko
Johan Henrik Hästesko af Målagård, född 24 februari 1741 i S:t Michel, död 8 september 1790 i Stockholm (avrättad), var en svensk militär, medlem av Anjalaförbundet. Hästesko deltog i pommerska kriget.

## Biografi
Hästesko var son till Gustaf Hästesko af Målagård och Elsa Margareta von Fieandt. Hans militära bana började 1754 då han som 13-åring antogs som kadett vid artilleriet. Under sina insatser i pommerska kriget (1757–1762) avancerade han snabbt i den militära hierarkin: sergeant 1758, stabsfänrik vid Hessensteinska regementet 1761. Efter kriget tjänstgjorde han som stabsfänrik vid Savolax fotjägarregemente, och blev kapten där 1770. Karriären fortsatte på Åbo läns infanteriregemente, där han 1787 utnämndes till överste.
När Gustav III:s ryska krig bröt ut 1788 kom Åbo läns infanteriregemente att ingå i den så kallade Husula-armén och förlades utanför Fredrikshamn. Hästesko, som var mycket kritisk mot kriget, uppvaktade tillsammans med överstarna von Otter och Montgomery kungen den 31 juli samma år. De framhöll svårigheterna med kriget och begärde att ständerna skulle sammankallas. En dryg vecka senare var han en av undertecknarna till Liikalanoten, och den 12 augusti 1788 skrev han och 112 andra officerare under Anjalaakten. 
Storbritannien och Preussen var inte beredda att ge Ryssland ett sådant trumfkort, utan gav sitt stöd till Gustav III:s krigspolitik, och när Danmark anföll Sverige i slutet av augusti, gick utvecklingen tillfälligtvis kungens väg. 
De som undertecknat Anjalaakten fängslades och fördes till huvudstaden; alla utom Johan Henrik Hästesko benådades till livet. Han dömdes till att ”mista liv, ära och gods” och halshöggs på Ladugårdslandstorg (dagens Östermalmstorg) i Stockholm den 8 september 1790. Kapten Jacob Johan Anckarström var närvarande vid avrättningen och svor hämnd.
I Nordisk Familjebok kan man läsa följande karaktäristik; ”I sitt enskilda lif skildras H. som en hård och förtryckande husbonde; i sitt offentliga uppträdande visade han sig tilltagsen, djärf och hänsynslös. Han var G. Sprengtportens umgängesvän, men sade dock själf, att han icke anslutit sig till det sprengtportenska själfständighetspartiet i Finland eller var medveten om dess planer.”
Hästesko var halvbror till generallöjtnanten Georg Henrik Jägerhorn, som tog avstånd från kungafientliga handlingar.

## Populärkultur
- I den svenske artisten Stefan Anderssons sång "113 officerare" beskrivs Anjalaförbundet ur Hästeskos perspektiv.
- I TV-serien Sammansvärjningen från 1986 spelas Johan Henric Hästesko av Hans Villius.